# Gustave Zédé (1893)
Gustave Zédé (Q2) – zbudowany z brązu francuski okręt podwodny z końca XIX wieku, jedna z pierwszych konstrukcji okrętów tej klasy, zaprojektowany przez Gastona Romazzottiego, który wcześniej nadzorował proces budowy „Gymnôte”. Nazwany od nazwiska projektanta „Gymnôte” Gustave’a Zédé. Składająca się z 720 ogniw oryginalna bateria akumulatorowa jednostki eksplodowała podczas ładowania, została więc zastąpiona baterią składająca się z 360 ogniw, co zmniejszyło sprawność jednostki z zakładanych konstrukcyjnie 15 węzłów na powierzchni oraz 8 węzłów pod wodą, do odpowiednio 9,25 i 6,5 węzła. W 1890 roku okręt otrzymał nową baterię i zwiększoną nadbudówkę. Do czasu sprzedaży na złom w 1909 roku, okręt operował z Tulonu.